# Chris Booth

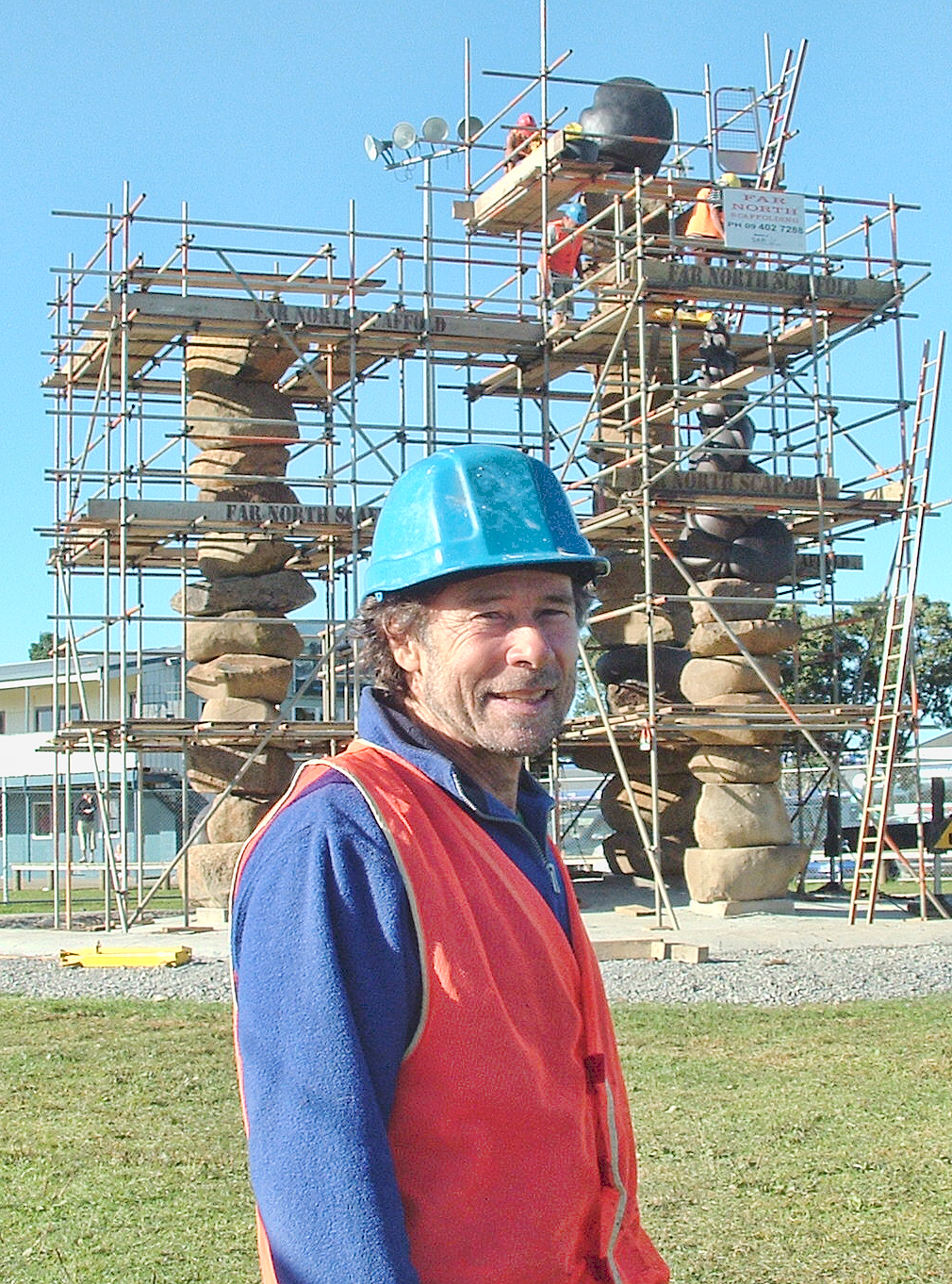
Booth bei der Arbeit

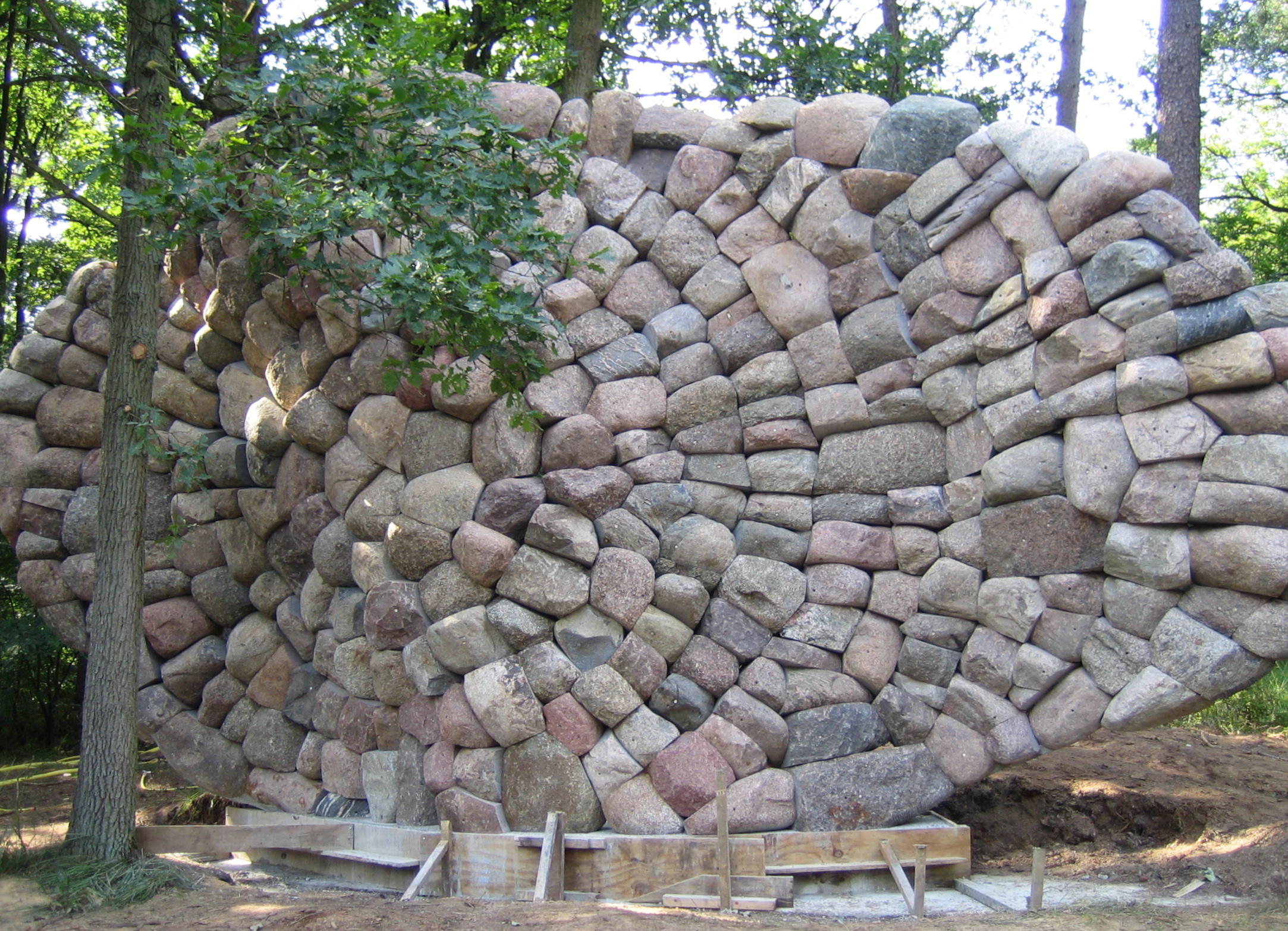
Echo der Veluwe

Chris Booth (geboren 30. Dezember 1948 in Kerikeri, Bay of Islands, Neuseeland) ist ein Bildhauer und Künstler einer weiträumigen „Landkunst“.

## Leben und Werk
Chris Booth besuchte von 1963 bis 1967 das Northland College. Eingeführt in die Kunstrichtung des indigenen Kaikohe-Stils wurde er von Selwyn Te Ngareatua Wilson (1927–2002), dem ersten Künstler der Māori, der ab 1945 an einer Kunsthochschule studierte, und zwar an der Elam School of Art in Auckland. Von 1967 besuchte Booth die Ilam School of Fine Arts, University of Canterbury, Christchurch, wo Tom Taylor sein Lehrer für Bildhauerei war.
Für seine meterhohe Plastik „Echo der Veluwe“ am Rande einer Freifläche des Kröller-Müller-Museums im Naturpark Hoge Veluwe wählte er Steine 310 Findlinge aus der unmittelbaren Umgebung aus, mit  denen er eine schräg stehende Spirale formte.

## Skulpturen in Deutschland
In Deutschland ist Booth zu sehen:
- Steinbergen Strata, 2000: Skulptur in Steinbergen (Niedersachsen)[2]
- Zunderschwamm, 1999: Skulptur im Müritz-Nationalpark[3]